# Palmeiras (kommun i Brasilien)
Palmeiras är en kommun i Brasilien.   Den ligger i delstaten Bahia, i den östra delen av landet, 800 km nordost om huvudstaden Brasília. Antalet invånare är 8 408.
I omgivningarna runt Palmeiras växer huvudsakligen savannskog. Runt Palmeiras är det glesbefolkat, med 11 invånare per kvadratkilometer.